# John Shae Perring

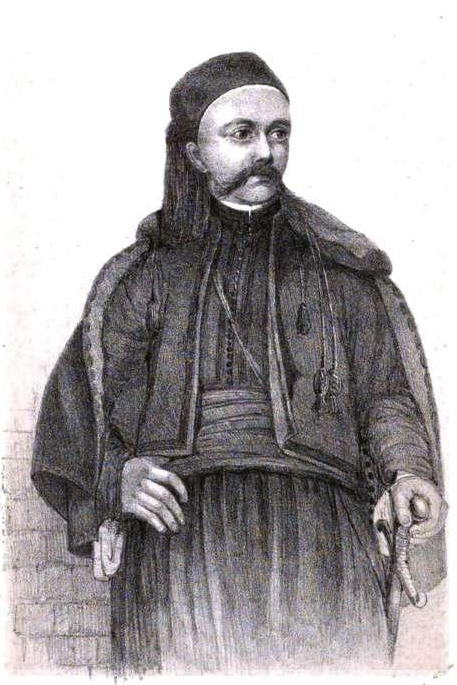
John Shae Perring (1842)

John Shae Perring (Boston, Lincolnshire, 24 januari 1813 - Manchester, 16 januari 1869) in was een Britse ingenieur, antropoloog en egyptoloog, vooral bekend door zijn werk bij het opgraven en documenteren van Egyptische piramides.
In 1837 begonnen Perring en de Britse archeoloog Richard William Howard Vyse met opgravingen in Gizeh. Ze werden later vergezeld door Giovanni Battista Caviglia. Ze gebruikten buskruit om verschillende monumenten binnen te dringen en vervolgens om daarin verborgen kamers te bereiken, zoals de grafkamer van de piramide van Menkaoera, daarbij hun vondsten optekenend. Toen Caviglia het team verliet om zelfstandig te werken, werd Perring de assistent van Vyse. Nadat Vyse zelf in 1837 naar Engeland vertrok, zette Perring met diens financiële steun de opgraving voort.
Als onderdeel van zijn werk creëerde Perring verschillende kaarten, plattegronden en dwarsdoorsneden van de piramides van Abu Roash, Gizeh, Abusir, Saqqara en Dahshur. Hij was de eerste die in 1839 het interieur van de piramide van Oeserkaf in Saqqara verkende, door een in 1831 ontdekte grafroverstunnel. Perring dacht dat de piramide aan Djedkare toebehoorde. De piramide werd in 1928 correct geïdentificeerd door de egyptoloog Cecil Firth. Firth stierf echter in 1931 en de opgravingen daar werden pas in 1948 hervat onder leiding van Jean-Philippe Lauer. Perring opende in Dahshur de noordelijke ingang van de knikpiramide van Snofroe en voegde wat graffiti toe in de nabijgelegen rode piramide van Snofroe, welke nog steeds te lezen is.
Perring's werk resulteerde in zijn driedelige "The Pyramids of Gizeh", gepubliceerd in 1839 tot 1842. Vyse publiceerde ook Perring's schetsen in het derde deel van zijn eigen driedelige werk "Appendix to Operations carried on at the Pyramids of Gizeh in 1837".
- Gemeinsame Normdatei: 102125293X
- International Standard Name Identifier: 0000 0000 9197 1494
- Nationale Bibliotheek van Israël: 987012425073505171
- Système universitaire de documentation: 093642652
- Union List of Artist Names: 500198070
- Virtual International Authority File: 134774826
- WorldCat: E39PBJhGXtqyMKmgFJp4YF9JjC